# Simeonowgrad
Simeonowgrad, oder Simeonovgrad (bulgarisch Симеоновград) ist eine bulgarische Stadt in der Thrakischen Ebene in Südbulgarien auf beiden Ufern des Mariza-Flusses.
Nördlich der Stadt beginnt der altbulgarische Grenzwall Erkesija.